# Grünes Buschhörnchen
Das Grüne Buschhörnchen (Paraxerus poensis) ist eine Hörnchenart aus der Gattung der Afrikanischen Buschhörnchen (Paraxerus). Es kommt im zentralen und westlichen Teil Afrikas in mehreren voneinander getrennten Verbreitungsgebieten vor. Die Art ist in ihrem Verbreitungsgebiet vergleichsweise häufig und kommt auch in Kakaoplantagen vor, wo sie als Schädling betrachtet wird.

## Merkmale
Das Grüne Buschhörnchen erreicht eine durchschnittliche Kopf-Rumpf-Länge von 14,8 bis 16,1 Zentimetern, der Schwanz ist 15,0 bis 16,5 Zentimeter lang. Das Gewicht beträgt etwa 100 bis 115 Gramm. Die Hinterfußlänge beträgt 30 bis 35 Millimeter, die Ohrlänge 11 bis 15 Millimeter. Es handelt sich um ein vergleichsweise kleines Hörnchen mit einem goldgrünen bis olivgrünen und sehr dichtem, weichen Rückenfell, das teilweise dunkel durchsetzt ist. Die Rückenhaare sind an der Basis schwarz und besitzen eine lange grün-gelbe Spitze. Ein Seitenstreifen existiert nicht. Die Bauchfärbung ist blassgelb, das Bauchfell ist ebenfalls dicht ausgeprägt und besteht aus Haaren mit grauer Basis und langer gelber Spitze. Über die Augen zieht sich ein dunkles Augenband zu den Ohren, die Wangen sind unter- und oberhalb des Bandes gelb. Die Augen selbst besitzen einen gelben Augenring. Die dunkel goldgrün gefärbten Beine sind kurz und die Füße breit mit gekrümmten Krallen. Der Schwanz ist mit etwa 105 Prozent der Kopf-Rumpf-Länge sehr lang, er ist schlank ausgebildet und nicht buschig. Die Schwanzfärbung ist etwas dunkler als die des Rückens. Die Weibchen haben drei Paare von Zitzen (1+0+1+1=6).
| 1 | · | 0 | · | 2 | · | 3 | = 22 |
| 1 | · | 0 | · | 1 | · | 3 | = 22 |

Der Schädel hat eine Gesamtlänge von 37,7 bis 39,1 Millimetern und eine Breite von 21,4 bis 21,7 Millimetern. Wie alle Arten der Gattung besitzt die Art im Oberkiefer pro Hälfte einen zu einem Nagezahn ausgebildeten Schneidezahn (Incisivus), dem eine Zahnlücke (Diastema) folgt. Hierauf folgen zwei Prämolare und drei Molare. Die Zähne im Unterkiefer entsprechen denen im Oberkiefer, allerdings nur mit einem Prämolaren. Insgesamt verfügen die Tiere damit über ein Gebiss aus 22 Zähnen. Die Zahnreihe der Mahlzähne vom ersten Prämolar bis zum dritten Molar beträgt 6,3 bis 6,9 Millimeter. Der knöcherne Gaumen endet am Hinterrand der letzten Molaren.
Das Grüne Buschhörnchen ähnelt anderen Afrikanischen Buschhörnchen und unterscheidet sich von diesen vor allem durch die Fellfarbe. Das Cooper-Hörnchen (Paraxerus cooperi), mit dem es in Teilen Kameruns sympatrisch vorkommt, besitzt eine rötlich-braune Färbung an den Beinen. Das Afrikanische Zwerghörnchen (Myosciurus pumilio), mit dem sich die Verbreitung im Westen des Verbreitungsgebietes überlappt, ist deutlich kleiner und seine Ohren sind innen und außen weiß.

## Verbreitung
Das Grüne Buschhörnchen kommt im zentralen und westlichen Teil Afrikas in mehrere voneinander getrennten Verbreitungsgebieten vor. Das westlichste Verbreitungsgebiet reicht von Sierra Leone bis in das Becken des Volta in Ghana und umfasst Teile von Liberia, Guinea und Côte d’Ivoire. Ein weiteres Gebiet reicht vom Südosten von Nigeria über Kamerun, Äquatorialguinea und Gabun in die Republik Kongo und den äußersten Südosten der Demokratischen Republik Kongo. Zudem gibt es Vorkommen im Norden der Demokratischen Republik Kongo sowie auf Bioko und den Inseln des Inselstaates São Tomé und Príncipe.

## Lebensweise
Das Grüne Buschhörnchen kommt vor allem in den tropischen Regenwald- und Nebelwaldgebieten des Flachlands vor. Es lebt sowohl in Gebüschen wie auch in Sekundär- und Primärwäldern sowie im Bereich von Ansiedlungen und in landwirtschaftlich genutzten Flächen und Plantagen.
Die Tiere sind tagaktiv und wie andere Buschhörnchen baumlebend, meist oberhalb von fünf Metern Höhe. Wie andere Arten der Gattung sind sie omnivor und sie suchen ihre Nahrung vor allem in den Bäumen, wo sie sich schnell entlang der Äste und Stämme bewegen. Die Nahrung besteht dabei aus Früchten, Samen und anderen Pflanzenteilen sowie Insekten und andere tierische Nahrung wie Vogeleier (nur in Gefangenschaft beobachtet). In Gabun bestanden bei Untersuchungen bis zu 88 Prozent des Mageninhalts der Tiere aus Früchten und Samen und etwa 11 Prozent aus Insekten und anderen Kleintieren. Insekten finden sie durch das intensive Absuchen von Baumstämmen, Ästen und Rindenteilen. Sie leben solitär oder in Paaren, wobei sie wahrscheinlich monogam sind und gemeinsam in einem Nest leben. Sie zeigen dabei zahlreiche gemeinsame Komfortverhalten wie Grooming oder das Beieinanderliegen. Ihre Nester legen sie als offene Blattnester in Baumhöhlen an und nutzen dabei neben Blättern auch Pflanzenfasern.
Die Weibchen gebären in einem Wurf ein bis zwei Jungtiere, die von beiden Eltern beschützt werden. Die Weibchen zeigen dabei keine Aggression gegenüber dem Männchen. Die Kommunikation unter den Artgenossen erfolgt durch verschiedene Rufe, vor allem einem typischen kurzen, einsekündigen Alarmruf aus 25 Einzelimpulsen, die vom menschlichen Ohr nicht unterschieden werden können. Dieser wird von visuellen Signalen wie einer Kurzstarre und einem Heben des Schwanzes in einer Kurve über dem Körper begleitet. Danach wiederholt es den Ruf mehrfach und bewegt den Schwanz dabei ruckartig nach unten und springt auf dem Ansitz, während es mit den Füßen auf den Ast stampft. Diese Serie von Alarmsignalen kann bis zu 100 mal wiederholt werden. Zu den Fressfeinden und Parasiten der Art liegen keine Angaben vor, wahrscheinlich handelt es sich bei den Prädatoren vor allem um Greifvögel, Schlangen und Raubtiere wie Schleichkatzen.

## Systematik
Das Grüne Buschhörnchen wird als eigenständige Art innerhalb der Gattung der Afrikanischen Buschhörnchen (Paraxerus) eingeordnet, die aus elf Arten besteht. Die wissenschaftliche Erstbeschreibung stammt von dem Zoologen Andrew Smith aus dem Jahr 1834, der die Art als Sciurus poensis anhand von Individuen von der Insel Bioko im Golf von Guinea beschrieb. Aufgrund verschiedener Zahn- und Schädelmerkmale wurde die Art teilweise den Rotschenkelhörnchen (Funisciurus) und auch den Sonnenhörnchen (Heliosciurus) zugeordnet oder in eine eigene Gattung Aethosciurus gestellt.
Innerhalb der Art werden neben der Nominatform keine weiteren Unterarten unterschieden.

## Status, Bedrohung und Schutz
Das Grüne Buschhörnchen gilt als am weitesten verbreitete und am häufigsten vorkommende Buschhörnchenart in Westafrika. Es wird von der International Union for Conservation of Nature and Natural Resources (IUCN) als nicht gefährdet (least concern) eingestuft. Begründet wird dies durch das große Verbreitungsgebiet der Art, die auch in mehreren Schutzgebieten vorkommt, die angenommen großen Bestände und ihre gute Anpassungsfähigkeit an Lebensraumveränderungen. Potenziell bestandsgefährdende Risiken sind nicht bekannt, in Kakaoplantagen wird es teilweise als Schädling betrachtet.

## Belege
1. 1 2 3 4 5 6 7 8 9 10 11 12 13 14 15  Louise H. Emmons: Paraxerus poensis, Green Bush Squirrel. In: Jonathan Kingdon, David Happold, Michael Hoffmann, Thomas Butynski, Meredith Happold und Jan Kalina (Hrsg.): Mammals of Africa Volume III. Rodents, Hares and Rabbits. Bloomsbury, London 2013, S. 85–87; ISBN 978-1-4081-2253-2.
2. 1 2 3 4 5 6 7 8 9 10 11  Richard W. Thorington Jr., John L. Koprowski, Michael A. Steele: Squirrels of the World. Johns Hopkins University Press, Baltimore MD 2012; S. 244–245. ISBN 978-1-4214-0469-1
3. ↑  Peter Grubb: Genus Paraxerus, Bush Squirrels. In: Jonathan Kingdon, David Happold, Michael Hoffmann, Thomas Butynski, Meredith Happold und Jan Kalina (Hrsg.): Mammals of Africa Volume III. Rodents, Hares and Rabbits. Bloomsbury, London 2013, S. 72–74; ISBN 978-1-4081-2253-2.
4. 1 2  Paraxerus poensis in der Roten Liste gefährdeter Arten der IUCN 2016-2. Eingestellt von: P. Grubb, M.R.M. Ekué, 2008. Abgerufen am 8. September 2016.
5. 1 2 3  Paraxerus poensis. In: Don E. Wilson, DeeAnn M. Reeder (Hrsg.): Mammal Species of the World. A taxonomic and geographic Reference. 2 Bände. 3. Auflage. Johns Hopkins University Press, Baltimore MD 2005, ISBN 0-8018-8221-4.